# Batalha de Bibracte
A Batalha de Bibracte foi o conflito, travado no quadro das Guerras da Gália, em que se enfrentaram as tropas romanas comandadas por Júlio César e uma confederação de tribos celtas formada pelos Helvécios, os Boios e os Tulíngios, e liderada pelo helvécio Divicão. Constituiu o segundo confronto bélico de maior categoria registrado durante as Guerras da Gália.

## Antecedentes
Júlio César, após perseguir e derrotar a migração dos helvécios, deslocou-se para Bibracte a fim de obter os fornecimentos prometidos pelos seus aliados éduos. Os Helvécios valeram-se desta movimentação de tropas e atacaram César. Apesar da presença dos aliados gauleses, a batalha, iniciada pela noite, finalizou com uma vitória romana.
Após derrotar os helvécios na Gália Transalpina, as seis legiões romanas marcharam para Bibracte, situada cerca de 30 quilômetros do seu acampamento, com ordens de recolher fornecimentos e continuar com a sua campanha, destinada a pacificar a fronteira norte da República. Então desertaram das filas romanas uns poucos soldados, que se uniram aos Helvécios e informaram-nos da manobra de César. 

## A batalha
Em consequência, os helvécios começaram uma perseguição sobre as legiões romanas, às que atingiram com facilidade, atacando a sua retaguarda. Apressado pelo tempo, César dirigiu a sua cavalaria para a retaguarda, tomou o controle duma colina e organizou as legiões VII, VIII, IX e X ao jeito romano (triplex acies), localizando-as ao pé dessa colina.
Longe da colina localizaram-se as legiões XI e XII, às quais foi ordenado defender os fornecimentos, bem como expor o número de homens que César traíra com ele. Os helvécios situaram os seus fornecimentos atrás das suas linhas e, essa tarde, começaram a sua marcha sobre a colina em que se despregaram os romanos. As legiões situadas ao pé da montanha aguardaram os helvécios até se situarem a cerca de dez metros deles; após a espera, os soldados romanos colocaram uma barreira formada pelos seus pilos, a qual rompeu o avanço inimigo.
Tendo freado o seu rival, os romanos tiraram máximo proveito da sua vantajosa posição sobre os helvécios, contra os que carregaram furiosamente. Ambos os exércitos enfrentaram-se ali durante um tempo, até os soldados gauleses se retirarem para outra colina através da planície situada na base do monte, na qual César posicionara uma parte das suas tropas. Quando as legiões se lançaram à sua perseguição, chegaram os seus aliados boios e turíngios.
César reorganizou a parte posterior das suas coortes e estabeleceu uma nova linha de combate com o objetivo de fazer face aos bárbaros recém chegados. Os helvécios continuaram lutando, mas perderam os seus fornecimentos e viram-se obrigados a retroceder. Em lugar de perseguirem o inimigo, os romanos permaneceram nas imediações de Bibracte, porque ainda não recolheram os víveres éduos. César apercebeu-se de que os seus inimigos fugiram para o território dos Língones, a cujos dirigentes enviou instruções de não assisti-los. Poucos dias depois ordenou a persecução dos helvécios, cujos líderes enviaram representantes para pedir a paz.